# Alchemilla firma
Alchemilla firma es una especie de planta del género Alchemilla, perteneciente a la familia Rosaceae.

## Taxonomía
Alchemilla firma fue descrita por Robert Buser en 1893.

## Distribución
Se encuentra en el territorio de Francia, Alemania y Suiza.